# Летателен апарат
Въздушните летателни апарати (на английски: aircraft; на немски: Luftfahrzeug) са превозни средства, които могат да летят, използвайки подемната сила на въздуха за преодоляване на гравитационното привличане към земната повърхност. Подемната сила може да бъде статична (при апарати, по-леки от въздуха, като балоните) или динамична (при апарати, по-тежки от въздуха, като самолетите и хеликоптерите). Теорията и практиката на полетите с летателни апарати се нарича авиация.
Макар че ракетите също летят в атмосферата, повечето от тях не са летателни апарати в описания смисъл, тъй като не разчитат на подемната сила на въздуха. Все пак някои ракети, като ракетопланите и крилатите ракети, влизат в дефиницията за летателен апарат, тъй като използват при летенето си съчетание от подемната сила на въздуха и прякото действие на ракетните двигатели. Друг особен вид летателни апарати са орбиталните самолети, предназначени да се издигат в околоземна орбита, но с възможност да се приземяват.

## История
Историята на авиацията се простира повече от две хилядолетия, от най-ранните опити с хвърчила и планери до свръхзвуковите самолети. Първата форма на летящи обекти са хвърчилата около 200 – 300 години пр.н.е.
Малки балони с горещ въздух, известни като небесни фенери, са известни в Китай още от III век пр.н.е. и са най-старите известни летателни апарати след хвърчилата. В V век Лю Бан изобретява дървената птица, която по всяка вероятност е голям книжен змей, или ранен планер.
В мюсюлманска Испания по времето на управлението на Умаяди в Кордовския халифат е регистриран опит за полет на арабския учен и изобретател Абас ибн Фарнас. В 852 година безразсъдният храбрец Армен Фирмен прави крила, изработени от плат, опънати върху дървени подпори. С този изглеждащ като чадър апарат Армен скача от минарето на Голямата джамия в Кордоба – доколкото апаратът не може да лети, той забавя падането му и храбрецът получава само леки наранявания. Неговото устройство е по-скоро прототип на съвременните парашути. Абас ибн Фарнас наблюдава полета. Според други източници Армен Фирмен е светското име на самия Абас ибн Фарнас.
Двадесет и пет години по-късно, през 875 година, на 65-годишна възраст, Фарнас разработва подобрен дизайн, който за първи път включва елементи на управляем полет. Той взима рамка с крила, което вероятно е първият делтаплан, и се спуска от малък хълм, като остава във въздуха няколко минути. По други източници ползва крила от голяма птица за летенето и преминава няколкостотин метра. При кацането си наранява гърба, което може да е причина да почине след 12 години. След полета той заявява, че кацането може да бъде подобрено като се постави опашка. По някои описания използваното съоръжение прилича и на древен прототип на уингсют. Този му полет очевидно вдъхновява Еймър Малсбъри 100 години по-късно, който успява да лети 200 метра с подобна на делтапланер машина.
През XV век мечтата на Леонардо да Винчи за летене намира израз в подробни негови изследвания на крилата на птиците. Намерени са чертежи, но той не стига до изработка на реални устройства.
Много по-реалистични за технологичните възможности на това време са балоните. Първите по-големи балони, способни да издигат във въздуха хора, се появяват в Западна Европа през XVIII век, а в края на XIX век са конструирани и първите дирижабли, балони със собствено задвижване. През XVII – XVIII век с откритието на водорода се появяват и първите водородни балони. Устройството на дирижаблите се усъвършенства – размерите им се увеличават, конструкцията им включва корав скелет и аеродинамично покритие, отделно от газовия балон. Поредица от инциденти, най-известен от които е този с дирижабъла Хинденбург през 1937 година, слага край на златния век на дирижаблите.
Човечеството винаги е гледало към небето и птиците, които го владеят. Мечтата за полет от хората е вечна. Това е причина и почти всички народи да създават легенди за това. Някои от тях са пряко свързани с исторически личности, но други не са. Със сигурност може да предполагаме, че храбреци, които правят опити, е имало навсякъде. В българската легенда майстор Манол след като е затворен в минарето, което е построил, си прави крила и отлита. В центъра на Разград има построен паметник на майстора. Такива легенди има и в руския фолклор, румънския фолклор и други.
През XVII век турският пътешественик Евлия Челеби заявява, че през 1630 – 1632 г. той вижда един турски учен Ахмед Чалаби Хезарфена да прелита Босфора на машина с крила. Той скача от кулата Галата (височина 55 m) в Истанбул и прелита на разстояние около 3 километра, като каца от другата страна на Босфора без никакви наранявания.
През 1670 година Франческо де Лана-Терзи публикува работа, която предлага технология на полет на устройство по-леко от въздуха чрез използване на сфери, в които се създава вакуум, което като цяло трябва да е по-леко от въздуха, и ще повдигне устройството. Той не взема предвид обаче факта, че тези сфери ще бъдат смазани от налягането на въздуха.
Всички тези опити представляват в по-голямата си част прототипи на делтаплан, планери или уингсют и допринасят в сравнително малка степен за съвременното развитие на въздушните летателни апарати поради липсата на двигател и независимост от природата.

### Съвременно развитие
Експерименти с безмоторни самолети поставят основите на по-късно изобретените по-тежки от въздуха летателни апарати и от началото на 20 век напредъкът в технологията на двигателите и аеродинамиката прави възможни контролираните полети за първи път. Индустриалната революция, развитието на науката и технологиите са тези, които в рамките на по-малко от век и половина превръща самолета в основа на съвременния живот. Ето и едни от основните постижения.
- Между 1891 и 1896 г. Ото Лилиентал проектира, построява и облита няколко планера.
- На 17 декември 1903 се извършва първият успешен полет на самолет от американските механици Братя Райт с двигател с вътрешно горене, работещ с авиационно гориво.[9]
- На 25 юли 1909 г. французинът Луи Блерио със самолет собствена конструкция Блерио XI след 37-минутен полет пръв прелита Ламанш (La Manche) между градовете Кале (Calais) и Доувър (Dover) в Англия.
- На 29 септември 1913 г. френският авиатор Морис Прево (Maurice Prevost) установява световен рекорд със скорост 200 km/h. Това постижение е надминато едва 10 години по-късно. Рекордът е установен със самолет моноплан Депердюсен Монокок (Deperdussin Monocoque) на френския конструктор Арман Депердюсен (Armand Deperdussin) (1867 – 1924).
- На 26 юни 1919 г. е проведен първи полет с първия целометалически самолет за гражданско въздухоплаване Junkers F 13 на германската фирма Junkers & Co. Редовни полети с този самолет се провеждат от 29 октомври 1919 г. Това е самолетът обслужвал линиите на първата българска авиокомпания Бунавад.
- На 20 май 1927 г. американският авиатор Чарлз Линдберг прелита за пръв път Атлантическия океан. Полетът със самолета Духът на Свети Луис (Spirit of St. Louis) от Ню Йорк до Париж продължава 33 часа и 30 минути.
- На 18 юни 1937 г. самолетът АНТ-25 (конструкция на Андрей Туполев) от СССР прелита над северния полюс и при изключително тежки условия на полета се приземява на 20 юни в град Ванкувър, щат Вашингтон, САЩ. Самолетът е пилотиран от летците Валерий Чкалов, Байдуков и Беляков.
- На 31 декември 1968 г. започват полетите със Ту-144 – съветски свръхзвуков пътнически самолет. Експерименталните полети продължават и на 5 юни 1969 г. тази машина преминава скоростта на звука, а на 15 юли 1969 г. става първият пътнически самолет, преминал 2 Мах.

## Видове летателни апарати

### Апарати, по-леки от въздуха
Аеростатите са летателни апарати, по-леки от въздуха, които използват плаваемостта, за да се придвижват във въздуха, по същия начин, по който корабите се придвижват по водата. Те трябва да имат средна плътност, по-ниска от тази на въздуха, и за тази цел конструкцията им включва резервоари с лек газ, като хелий, водород или нагрят въздух. С това общо понятие са наименувани всички летателни апарати по-леки от въздуха (балони, дирижабли), независимо от техните разновидности и различия.
Аеростатите без собствено задвижване се наричат балони, а тези със собствено задвижване – дирижабли. При диражаблите конструкцията, съдържаща резервоара с лек газ може да бъде корава или деформируема. Балоните и дирижаблите се различават по формата, размерите, използваните газ или газови смеси и начина за управление и експлоатация. Подемната сила при тях се дължи на разликата в плътността на газа в аеростата и този на заобикалящата го среда в съответствие със закона на Архимед. В наши дни аеростатите имат ограничено приложение, главно със спортни, демонстрационни или рекламни цели.

### Апарати по-тежки от въздуха

#### Апарати по-тежки от въздуха и без двигател
Предшественикът на въздухоплавателните средства с неподвижно крило е хвърчилото. Докато самолетите с фиксирано крило разчитат на скоростта си напред за създаване на въздушен поток над крилата, то едно хвърчило е свързано за земята и разчита на вятъра над крилата си, за да се издигне. Хвърчилата са първият вид самолети и са измислени в Китай около 500 г. пр.н.е. Голяма част от аеродинамичните изследвания са направени с хвърчила, преди опити със самолети да станат възможни и достъпни и по-късно да се използват компютърни програми за моделиране.
Първите по-тежки от въздуха въздухоплавателни съдове, способни на контролиран свободен полет са безмоторните самолети. Безмоторен самолет с екипаж извършва първия си полет през 1853 година. Най-важните характеристики на крилото на апаратите с неподвижно крило са:
- Брой на крилата
- Подкрепа на крилото
- Платформа на крилото
- Местоположение на хоризонталния стабилизатор
- Двустенен ъгъл

Най-известният конструктор, допринесъл най-много за развитието на самолетостроенето в неговото начало е Ото Лилиентал.
Един от най-модерните летателни апарати създаден от съвременната инженерна наука е космическият кораб за многократно използване (космическата совалка). Совалката се изстрелва от повърхността на Земята чрез ракета носител, както и другите космически кораби. Завръщането ѝ става, като след навлизането ѝ в земната атмосферата влиза в режим на плъзгане във въздуха, както при планера, като коефициентът ѝ на плъзгане е 4,5. Включване на двигател е възможно, но на практика не е необходимо. В крайната фаза се използва парашут.
С развитието на материалите и технологиите е свързано и развитието на най-леките съвременни безмоторни летателни апарати. Това са делтапланерите, парашутите и свързаните с тях парапланеризъм и уингсют.

#### Апарати по-тежки от въздуха и с двигател

##### Самолет
Най-известният представител на въздухоплавателно средство с неподвижно крило е самолетът. Той е по-тежък от въздуха и осъществява полет в атмосферата с помощта на силова установка и неподвижно крило. Самолетът е способен да се придвижва с висока скорост, използвайки подемната сила на крилото за уравновесяване на теглото и теглителната сила от силовата установка за уравновесяване на челното съпротивление. Неподвижното крило го отличава от махолета, а наличието на силова установка – от планера.
Управлението на самолета се осъществява чрез аеродинамичните плоскости към задната част на фюзелажа на самолета, популярни с названието опашни плоскости. Посредством тях се осигурява устойчивост и управляемост при полет. Биват хоризонтални и вертикални.  Съществуват и други аеродинамични решения, като тези органи за управление са поставени в предната част на фюзелажа – (самолети тип патица), или в делтовидните крила като подвижни сектори към крилото. За управлението на самолетите по отношение стабилност и скорост, са разработени и се вграждат в крилата елементи от т. нар. механизация на крилото.

##### Орнитоптер или махолет
Махолетът е въздухоплавателно средство, по-тежко от въздуха, задвижвано от махане с крила. Летящите птици, насекоми и прилепи използват този принцип. Човекът от векове се опитва да имитира техния полет. До настоящия момент се строят махолети със същия размер като птици и насекоми, тъй като създаването на по-големи размери махолети е изправено пред значителни трудности. Тези трудности са породени главно от изключителната сложност на крилото като механизъм. Въпреки това много опити са предприети за изграждане на махолети за къси разстояния.
След Леонардо да Винчи много хора и фирми се опитват да пресъздадат полета на истинските птици.
Интересът към махолетите се дължи на факта, че на теория те биха могли да имат вертикално излитане и кацане подобно на хеликоптерите, а в хоризонталния си полет да се доближават до самолетите. Въпреки това с прилагането на съвременни методи на изчисление се показва, че крилата са още по-малко ефективни, отколкото роторът на хеликоптера. Това се дължи на факта, че оста на хеликоптера прави пълен кръг, без да прави възвратно-постъпателно движение. Крилото, в началото и в края на цикъла неизбежно трябва да спре. В този момент скоростта му по отношение на въздуха и следователно подемната му сила е нула. Също така е изчислено, че на този принцип е невъзможно да се построи машина, по-тежка от 50 килограма. Това се вижда от данните от авиационните статистики, които се прилагат към съвременните структурни материали.
Според някои източници има данни за построяването на летателен апарат по-тежък от това, който е способен да се придвижва от човек. Тъй като процентът на мускулната маса в ръцете на човека е много по-малка от тази в краката му, във всички случаи апарата се движи чрез крака. Канадският апарат Snowbird, издигнал се във въздуха на 2 август 2010 година в присъствието на представител на Международната авиационна федерация, прелита 145 метра за 19,3 сек. При това трябва да се спомене, че излитането става с помощта на автомобил, който го тегли до отделянето от земята.

##### Апарати с подемни витла
Хеликоптерът е по-тежък от въздуха летателен апарат, който излита и каца вертикално, има възможността да увисва във въздуха и да се движи във всички направления, включително и да прави завои. Необходимите за полет подемна сила и тяга се създават от един или няколко носещи въздушни витла, задвижвани от един или няколко двигателя. Винтът на опашката служи за уравновесяване на реактивния момент на носещия винт и за управление. Има и други схеми за уравновесяване като използването на две противоположновъртящи се витла, използването на две или четири витла, въртящи се в противоположни посоки за компенсиране на момента.
Първият работещ вариант на съвременния хеликоптер е построен от авиоконструктора от руски произход Игор Сикорски през 1939 година. Оттогава хеликоптерът или вертолетът са усъвършенствани многократно и са основно въздушно летателно средство.
Друг вид от тази категория е автожирът. Това е летателен апарат по-тежък от въздуха, притежаващ двигател и витло за създаване на тяга напред, както и едно или повече носещи витла, които свободно се въртят около вала си. Съгласно това определение се вижда, че носещите винтове не се въртят от двигател, а от потока на въздуха при движение напред. При това се създава и подемната сила на летателното средство.

#### Видове задвижване на летателните апарати
За задвижването на апаратите по-тежки от въздуха е необходимо да се влага определена механична енергия, която да осигурява подемната сила. Тя може да е:
- Мускулна енергия на човека – така наречените махолети, при които от мускулната енергия на човека се задвижват крила, подобно на птиците. По-ефективен вариант е конструкция, наподобяваща хеликоптер, като чрез предавка мускулната енергия се предава на подемното витло.
- ДВГ – най-използваният вид. Най-често задвижването се извършва чрез едно или повече витла.
- Слънчева енергия – разработката на този вид източник на енергия наред с намаляването на разхода на течни горива и с това намаляването на емисиите на въглероден диоксид дава възможност в бъдеще да се създаде постоянно намиращ се във въздуха витлов самолет, без да е необходимо да се презарежда.
- Турбореактивен двигател – широко е използван при самолетите, въпреки че е един от основните потребители на течно гориво в света.
- Ракетен двигател – единственият двигател, който се използва за задвижване на космическите кораби. Тъй като при него компонентите за изгарянето (гориво и окислител) се намират в летателния апарат, самолетите ракетоплани преминават височината от 100 км и извършват суборбитални полети.
- Парна машина[11].

## Използване на летателните апарати

### Военни цели
Има различни легенди, свързани с използването на първите летящи апарати като хвърчилото за военни цели. Американецът Самуел Франклин Коди създава за армията в Англия различни по големина хвърчила, които могат да вдигнат човек на голяма височина за наблюдение на противника. Със създаването на надеждни и достатъчно големи балони и съответно дирижабли, те се използват за наблюдение на противниковите позиции, както и по време на Първата и Втората световна война за изграждане на заградителни съоръжения против летящите нощно време на малка височина самолети. В Беларус се съобщава за разработката на съвременни модерни дирижабли, които да се използват за наблюдение и съобщение. Предполага се, че четири такива съоръжения са достатъчни за покритието на страната.
Масовото използване започва след създаването на първите самолети – първо за разузнавене и транспорт, а след това и за бойни задачи. Специализират се на изтребители, бомбардировачи, щурмови самолети и други. Използват се различни видове хеликоптери, както и специални самолети за вертикално излитане и конвертоплани. През Втората световна война са използвани и планери, изработени от дърво и плат за еднократно ползване, за пренасяне на войници и военно оборудване през фронтовата линия. При съвременните военни самолети едни от основните характеристики са скоростта на летене (измервана в число на Мах), височина на летене, въоръжение, възможност да се използва при различни климатични условия и други.

### Граждански цели
Гражданската авиация се използва за транспортиране на пътници, товари, поща, за спасителни операции и други. Най-големите самолети за превоз на пътници и товари са широкофюзелажните самолети. Има различни варианти за транспортиране с по-малки или по-големи самолети, по-бързи самолети за бизнесмени, както и самолети, които да кацат в реки и езера при липса на подготвени летища (хидроплани).

### Спортни цели
В света се провеждат различни спортни състезания за различни категории летателни апарати. Това включва балони с нагрят въздух, делтапланери, мотопланери, парашути тип летящо крило, спортни самолети. В Азия се провеждат различни състезания между хвърчила. Писателят от афганистански произход Халед Хосейни описва в своят роман „Ловецът на хвърчила“ традиционно за Азия състезание за хвърчила. Всички видове летателни апарати се използват за състезания. Едно такова състезание за малки моторни самолети е Ред Бул Еър Рейс.

### Моделиране
Моделите на летателните апарати се изработват за провеждането на различни видове състезания, за изработването на точни модели на действителни самолети и украса и колекциониране, както и за изследване на аеродинамиката им или за удоволствие. В миналото в България с помощта на държавата са създавани много клубове, в които от деца до възрастни са подпомагани да изучават и работят по изработката на различни по сложност модели, което представлява своеобразна техническа школа. Създаването на сложни радиоуправляеми, снабдени със собствени двигатели модели, е свързано с големи разходи хоби, което не може да си позволи всеки.

## Излитане и кацане
Летателните апарати изискват поради различни причинк специални места за излитане и кацане:
- Балони и дирижабли – поради големия си обем, както и зависимостта от въздушните течения.
- Самолети и планери – Изискват дълги писти за излитане и кацане.
- Леки летателни апарати: делтапланери, парапланери и други – обикновено трябва да се използват открити високи места с подходящи въздушни течения и равни места за кацане.
- Вертолетите са най-подходящи за използване в населените места, но изискват открити площадки, както и площадки на високи сгради с необходимата товароносимост.

За да се преодолеят тези проблеми има различни решения:
- Катапулти за ускоряване на самолетите за военни цели, както и различни спирателни устройства, като парашути. По този начин се намаляват дължините на пистите за излитане и кацане. Това е необходимо например да се използва при самолетоносачите. Катапулт е използван и при ракетата V-1.
- За кацане върху водни площи се правят хидроплани.
- Разработват се летящи коли, които ще могат да излитат и кацат в близост до пътищата. Фирмата от Словакия АероМобил прави тестове за летене за получаване на сертификация за ултралек летателен апарат.[14]
- За военни цели едно от най-добрите решения е разработването на самолет с вертикално излитане.

## Производство на въздушни летателни апарати в България
Основоположник на българската авиационна наука е Харалампи Джамджиев. Занимава се със създаването на орнитоптер (махолет), но стига до извода, че бъдещето е в самолет с неподвижни крила. През 1911 патентова първия си самолет в Париж.
ДАР-1 е първият серийно произвеждан самолет в България. Произвежда се в Държавната аеропланна работилница (ДАР) в Божурище. Най-масово произвежданият самолет в България е Лаз-7.
От 1925 до 1954 г., когато се закрива, самолетостроителното производство в самолетостроителните фабрики – ДАР в Божурище, Държавната самолетна фабрика (ДСФ) в Ловеч и самолетостроителната фабрика „Капрони Български“ в Казанлък, са проектирани 40 прототипа и са произведени около 1000 самолета.
Източници отбелязват приноса на българина Асен (Сами) Попов за развитието на летенето с уингсют на английски: Wingsuit flying в Калифорния през 1997 година. Той спомага за превръщането на този костюм в ефективно спортно съоръжение. Това усъвършенстване позволява да се намали вертикалната скорост до 30 км/ч при хоризонтално планиране над 300 км/ч.